# Proljetni salon
Proljetni salon bila je modernistička manifestacija u početku 20. stoljeća koja podrazumijeva dvadeset i šest izložaba na kojima je izlagalo osamdesetak umjetnika s oko 2500 izloženih djela, predstavljajući nezaobilazni faktor u razumijevanju hrvatske umjetnosti 20. stoljeća. Od 1916. do 1928. godine Proljetni salon bio je centar hrvatske umjetničke scene koji je oko sebe okupljao brojne umjetnike, slikare, kipare, književnike, političare, pa čak i crkvene djelatnike. Proljetni salon sabire utjecaje ondašnjih europskih umjetničkih središta, pozicionirajući tako hrvatsku umjetnost kao neizostavan dio europske umjetnosti u razdoblju između dva svjetska rata.

## Politički, kulturni i povijesni osvrt
Sudionici Proljetnog salona bili su umjetnici iz različitih sredina, odnosno različitih umjetničkih škola i centara od Münchena, Beča, Budimpešte, Praga do Pariza, čime se pridonosilo raznolikosti izložaba. Proljetni salon obišao je brojne gradove poput Zagreba, Osijeka, Novog Sada, Subotice, Samobora, Beograda. Bio je ravnopravan ondašnjim likovnim događanjima i složenim stilskim tendencijama zapadne Europe. Dvadeset i šest izložaba održanih u periodu od dvanaest godina potakle su brojne simpatije i napade na Proljetni salon i same autore. Toj kulturnoj manifestaciji bili su posvećeni brojni tekstovi u dnevnim novinama, a često je bila popraćena i plakatima. Bez obzira na to što formalno ne postoje stilske odrednice Proljetnog salona, možemo uočiti određen oblik stilskog jedinstva. Vrijeme održavanja Proljetnog salona - vrijeme raspada Austro-Ugarske Monarhije i osnutka Države Slovenaca, Hrvata i Srba, odnosno Kraljevine Srba, Hrvata i Slovenaca - bilo je politički nestabilno. Takva politička situacija omogućila je stvaranje intenzivnijih umjetničkih veza, razmjenu ideja, suradnju, izlaganje i srpskih i slovenskih umjetnika.

## Stilske tendencije
Dvije grupacije imale su važnu ulogu u osnivanju i formiranju Proljetnog salona te općenito za hrvatsku umjetnost početkom 20. stoljeća - grupa Medulić i Münchenski krug. Iako su stajale na suprotnim stranama, kako idejama tako i stilski, obje grupacije imale su ogroman utjecaj na Proljetni salon, a i na formiranje umjetnika nakon 1928. godine. Grupa Medulić isticala je literarnu vrijednost, dok je grupa slikara Münchenskog kruga na prvo mjesto stavljala likovne vrijednosti. Ideolog grupe Medulić postaje kipar Ivan Meštrović čije je djelovanje nosilo u sebi simboličke i secesijske karakteristike. Pripadnici medulićevaca koji su izlagali na prvim izložbama Proljetnog salona su Tomislav Krizman, Ljubo Babić, Ivo Kerdić, Emanuel Vidović, Dušan Kokotović, Zoe Borelli i Anka Krizmanić, tako da je na prvim izložbama Salona bila ojačana prisutnost ideja Medulića. Oslonac na uzore modernog francuskog slikarstva donose pripadnici Münchenskog kruga: Josip Račić, Vladimir Becić, Miroslav Kraljević i Oskar Herman.

## Stilske faze

### Od 1916. do 1919. godine
Prvim razdobljem smatra se ono do 1919. godine, a obilježeno je secesijskim karakteristikama i nagovještajem ekspresionizma. Kod organiziranja koncepcije prve izložbe Proljetnog salona došlo je do konflikta između starije i mlađe generacije umjetnika. Mlađi umjetnici, predvođeni Tomislavom Krizmanom, Ljubom Babićem i Zlatkom Šulentićem, smatrali su da u likovnom umjetničkom pogledu mogu ponuditi nešto novo i drugačije te nisu izlagali na izložbi Hrvatski umjetnici za hrvatske junake, nemoćnike i ranjenike u Osijeku. Prvo razdoblje Salona, a odnosi se na prvih šest izložaba, predstavlja svojevrsni tradicionalizam njegujući konvencionalna stilska rješenja, od akademsko - realističnih do impresionističkih i simbolističkih očitovanja. Prva izložba hrvatskog Proljetnog salona održana je u Salonu Ulrich. Jedna važna komponenta ovog razdoblja je nagovještaj ekspresionizma koji će kasnije kulminirati razvojem umjetnika. Uporabom pojma 'secesionistički ekspresionizam' definiraju se djela nastala u ovom prvom razdoblju, ponajprije djela Ljube Babića, Jerolima Miše i Zlatka Šulentića. Tu valja spomenuti i slikara i karikaturistu Branimira Petrovića, slikaricu i grafičarku Zoe Borelli, slikaricu Zdenku-Pexidr Srića, grafičare Dušana Kokotovića, Anku Krizmanić te najutjecajnijeg grafičara Tomislava Krizmana. Ljubo Babić, imao je najvažniju ulogu na prvim salonima - bio je pokretač i organizator manifestacije te znatno slikarski obilježio ovu razdoblje. Njegov najpoznatiji ciklus djela Udovice, izložen 1912. godine, ostavlja snažan secesijski dojam. Jedan od vrlo važnih portretista prvog razdoblja je Jerolim Miše koji svojom jakom psihologizacijom likova simbolizira neku vrstu prijelaza iz secesije u ekspresionizam. Djelo Autoportret iz 1914. godine i dalje prikazuje djelovanje secesijske linije, ali u sve manjem zamahu, što je vidljivo u namazima boje te neobičnom kadriranju. Treći veliki umjetnik prvog razdoblja Salona je Zlatko Šulentić. U Portretu dr. Stjepana Pelca vidi se utjecaj Schielea i bečkog ranog ekspresionizma, tj. umjetnikovo osobno viđenje bečke umjetnosti. Čovjek s crvenom bradom nastaje sažimanjem münchenskog, pariškog te bečkog utjecaja. Nije izlagano sve do sedmog Salona, a zbog stilske heterogenosti predstavlja izuzetak, te se može svrstati i u drugo razdoblje Proljetnog salona.

### Od 1919. do 1921. godine
Drugo razdoblje - do 1921. godine - obilježeno je ugledanjem na djela Miroslava Kraljevića koji interpretira Cézannea i dodaje naznake ekspresionizma. Predvodili su Milivoj Uzelac, Vilko Gecan, Marijan Trepše i Vladimir Varlaj - praška četvorka. Usvajanjem Cézanneovog načina slikanja, Kraljevićevog utjecaja te poticajima i učenjem Jana Preislera u Pragu, nastaju tri djela novoga duha Proljetnog salona - Uzelčev Most, Gecanov Pejzaž iz Gomirja – Mlinovi i Trepšeov Maslinik. Takvom novom načinu slikanja, interpretiranju sezanizma, priklonili su se i mnogi drugi poput Varlaja, Tartaglie, Šumanovića koji se vraća u Zagreb i održava izložbu, zatim Šulentića, te Vladimira Becića.  Još jedna od karakteristika koju razvija generacija mladih umjetnika Proljetnog salona jest ekspresionizam koji možemo definirati kao nova oblikovna nagnuća oblikovana u Hrvatskoj sa svojim vlastitim umjetničkim jezikom i utjecajima. Autoportret Marina Tartaglie smatra se iznimkom ekspresionizma hrvatskog slikarstva Proljetnog salona.  Nastala je na temeljima talijanske secesije, ekspresionizma i dodira s futurizmom. Kod Milivoja Uzelca, koji je smatran umjetnikom kod kojeg nema nikakvog oblika ekspresionizma, postoji dio opusa koji možemo razmatrati u određenim ekspresionističkim granicama. Kod Vilka Gecana uočavamo pokušaje prihvaćanja sezanističkog načina slikanja te u to vrijeme on apsolvira prvu fazu ekspresionizma u svom opusu. Slikom Cinik Gecan je formalno i sadržajno iznio ekspresionizam. I drugi su umjetnici slikarski, grafički i crtački doprinijeli oblikovanju ekspresionizma Proljetnog salona: Trepše, Tomislav Krizman, Anka Krizmanić te nekolicina srpskih i slovenskih umjetnika.

### Od 1921. do 1928. godine
Treće razdoblje Proljetnog salona okarakterizirano je inačicama realizma gdje su se hrvatski umjetnici pridružili suvremenim tendencijama iz zapadnoeuropskog kulturnog kruga. Na naše umjetnike utjecali su Picassov “povratak” figuraciji, neoklasični interes Andréa Deraina, postkubistička Lhoteova manira, talijanski neoklasicizam te dvije linije njemačkog neorealizma. Smatra se da je treće razdoblje ponajviše bitno za kasnija događanja na hrvatskoj likovnoj sceni sredinom stoljeća djelovanjem Udruženja umjetnika Zemlja. Marino Tartaglia bio je među prvima koji je krenuo putem čvršće konstrukcije volumena i prostora. Češljanje iz 1924. godine vrhunac je njegova “klasičnog ideala”. Drukčije tretiranje volumena s većim naznakama ekspresionizma postiže Gecan u Novim vijestima, Šulentić u  Portretu Nikole Matanića i Uzelac u slikama Magdalena i Sfinga velegrada. Na slici Autoportret pred barom iz 1923. godine Uzelac je apstraktno razradio pozadinu zahvaljujući ritmičkoj izmjeni svjetlijih i tamnijih ploha. Vladimir Varlaj dao je jedan od najvažnijih prinosa magičnom realizmu u hrvatskom slikarstvu. U poznatim slikama s motivom Kleka i Crvena kuća iz 1923. godine na jedinstven način sjedinjuje magično i ekspresivno. U djelima Đure Tiljka, Otona Postružnika, Ive Režeka i Omera Mujadžića izrazita je težnja za stvaranjem velikih, voluminoznih, zaobljenih formi u kojima nije teško prepoznati pariške utjecaje.

## Galerija djela
- Plakat za Hrvatski proljetni salon, 
Tomislav Krizman, 1916.
- Portret dr. Pelca, 
Zlatko Šulentić, 1917.
- Cinik, 
Vilko Gecan, 1921.
- Autoportret, 
Marino Tartaglia, 1917.
- Ženski akt u kupaonici, 
Ivo Režek, 1926.
- Čovjek s crvenom bradom, 
Zlatko Šulentić, 1916.
- Udovice, 
Ljubo Babić, 1912.

## Kiparstvo Proljetnog salona
Dvije ključne kiparske ličnosti Proljetnog salona bili su Ivan Meštrović i Robert Frangeš-Mihanović. Marin Studin na izložbama Salona sudjelovao je samo dvije godine, a ostao je zapamćen kao umjetnik koji se odvojio od Meštrovićeve linije. Mnogi su kipari ostvarili jedan od vrhunaca vlastita opusa, poput djela Juhna, Turkalja i Kerdića. Iako kiparstvo Proljetnog salona nije bilo toliko naglašeno kao što je bilo slikarstvo, kulminiralo je pri određivanju osnovnih smjernica hrvatskog kiparstva međuratnog razdoblja. Novost je umjetnička produkcija primijenjenih umjetnosti pomoću različitih materijala: drvo (V. Braniš), metal (I. Kerdić), a najveće promjene dogodile su se na području keramičke proizvodnje (H. Juhn).

## Vanjske poveznice
- Božidar Gagro: Slikarstvo “Proljetnog salona”.pdf  Arhivirana inačica izvorne stranice od 24. rujna 2015. (Wayback Machine)
- Prelog, Petar. Od secesije do realizama.pdf Arhivirana inačica izvorne stranice od 31. srpnja 2023. (Wayback Machine)
- Prelog, Petar. Doprinos interpretaciji sezanizma u slikarstvu Proljetnog salona.pdf Arhivirana inačica izvorne stranice od 31. srpnja 2023. (Wayback Machine)
- Adamec, Ana. Kiparstvo Hrvatskog proljetnog salona i Lada.pdf[neaktivna poveznica]
- Prelog, Petar. Prilog poznavanju geneze Proljetnog salona.pdf  Arhivirana inačica izvorne stranice od 31. srpnja 2023. (Wayback Machine)
- Prelog, Petar. Proljetni salon 1916 - 1928.  Arhivirana inačica izvorne stranice od 10. ožujka 2016. (Wayback Machine)
- Proljetni salon - avangarda i tradicija, 13. travnja 2007.  Arhivirana inačica izvorne stranice od 3. lipnja 2011. (Wayback Machine)